# David B. Wong
David B. Wong (* 17. Februar 1949) ist ein US-amerikanischer Philosoph. Er ist Susan Fox Beischer and George D. Beischer Distinguished Professor of Philosophy an der Duke University.
Nach dem B.A. am Macalester College in Saint Paul, Minnesota, im Jahr 1971 erwarb Wong seinen Ph.D. 1977 an der Princeton University bei Gilbert Harman. Darauf war er zunächst Lecturer (1976–1977), dann Assistant Professor (1977–1983), Associate Professor (1983–1991), Full Professor (1991–2000) und schließlich Harry Austryn Wolfson Professor of Philosophy (1993–2000) an der Brandeis University. Im Jahr 2000 wechselte er als Full Professor an die Duke University, wo er seit 2007 der Susan Fox Beischer and George D. Beischer Professor of Philosophy war. Inzwischen ist er emeritiert. Gastprofessuren führten ihn an das Wellesley College (1992 und 1999), die Boston University (1999) und die Universität Hongkong (2021).
Wong arbeitet zur allgemeinen Ethik, zur Moralpsychologie, zur vergleichenden Ethik (insbesondere zum Vergleich der antiken griechischen mit der klassischen chinesischen Ethik) und zur chinesischen Philosophie. Bekannt geworden ist er als Vertreter einer Version des moralischen Relativismus.

## Schriften (Auswahl)
- Complexity and simplicity in Aristotle and early Daoist thought. In: How Should One Live? Comparing Ethics in Ancient China and Greco-Roman Antiquity. Edited by Richard A. H. King and Dennis Schilling. De Gruyter, Berlin 2011, S. 259–277.
- Natural Moralities: A Defense of Pluralistic Relativism. Oxford University Press, Oxford 2006.
- mit Kwong-Loi Shun (Hrsg.): Confucian Ethics. A Comparative Study of Self, Autonomy, and Community. Cambridge University Press, Cambridge 2004.